# Энгельгардт, Павел Васильевич
Павел Васильевич Энгельгардт (1798—1849) — полковник российской армии из рода Энгельгардтов, известный главным образом как владелец крепостного поэта Тараса Шевченко.

## Биография
Внебрачный (легитимизированный) сын Василия Васильевича Энгельгардта, племянника и одного из наследников князя Потёмкина-Таврического. Благодаря наследству последнего Энгельгардты входили в число самых богатых семей на тогдашней территории Малороссии. Павел Васильевич унаследовал от отца более трёх миллионов деньгами и только на Киевщине 18 000 крепостных.
Находился на военной службе. С 1821 года служил адъютантом у генерала от инфантерии Александра Римского-Корсакова, виленского губернатора. В 30 лет стал полковником лейб-гвардии Уланского полка. В 1831 году переехал в Санкт-Петербург, где был адъютантом у принца Александра Вюртембергского, начальника главного управления путей сообщения Российской империи.
Молодой Тарас Шевченко попал в число прислуги Павла Энгельгардта в шестнадцать лет (в 1829 году). Энгельгардт, намереваясь сделать из своего крепостного домашнего живописца, послал Тараса в 1832 году на обучение к Василию Ширяеву. В апреле 1838 года в Аничковом дворце был разыгран в лотерею портрет Жуковского кисти Карла Брюллова; вырученные от проведения лотереи деньги пошли на выкуп крепостного Шевченко.
Вышел в отставку 16 октября 1832 года. 

## Брак и дети
В браке с 1825 года с Софьей Григорьевной фон Энгельгардт (1804—1875), своей дальней родственницей из курляндской ветви Энгельгардтов.
Их дети:
- Василий,
- Григорий,
- Павел (04.12.1831[2]—03.12.1832[3])
- Андрей (17.03.1833[4]).